# Brigantis
|  | No s'ha de confondre amb Brigants, Brigians, o Brixants. |

Els brigantis o brigantins (en llatí Brigantii) eren una tribu celta dels vindèlics de Rècia, a l'est del llac Brigantinus.
La seva capital era Brigantia o Brigantium, l'actual Bregenz, situada a la riba del llac, a la via que conduïa des de les terres de l'est cap a la Gàl·lia. Al segle VII la ciutat era en ruïnes. No es coneix la relació que podien tenir amb els brixants, que ocupaven el país de Brixia (actual Brixen), també a la Rècia.